# Copa de la Reina de hockey sobre patines
La Copa de la Reina de hockey patines es una competición oficial de ámbito nacional de hockey sobre patines femenino, que se disputa anualmente desde el año 2006 en España.
En la actualidad, así como en sus inicios, participan ocho equipos: los ocho primeros clasificados de la OK Liga después de la primera vuelta. Hasta el 2010 el sistema de clasificación era diferente, al no existir una liga regular a nivel nacional. Entre los años 2010 y 2014 el número de participantes se redujo a cuatro, clasificándose para el torneo el anfitrión y los tres primeros clasificados de la primera vuelta de la OK Liga.

## Historial
| Edición        | Año  | Sede                       | Campeón               | Subcampeón            | Resultado    |
| -------------- | ---- | -------------------------- | --------------------- | --------------------- | ------------ |
| I Detalles     | 2006 | Burgos                     | CP Voltregá           | CE Arenys de Munt     | 4-1          |
| II Detalles    | 2007 | Pamplona                   | CP Voltregá           | CP Gijón              | 6-1          |
| III Detalles   | 2008 | San Sadurní de Noya        | CP Voltregá           | CP Gijón              | 2-0          |
| IV Detalles    | 2009 | Mieres                     | CP Vilanova           | CP Alcorcón           | 10-1         |
| V Detalles     | 2010 | Villanueva y Geltrú        | CH Cerdanyola         | CP Voltregá           | 5-4          |
| VI Detalles    | 2011 | Gijón                      | CP Voltregá           | CE Arenys de Munt     | 4-3          |
| VII Detalles   | 2012 | Reus                       | CP Gijón              | CP Voltregá           | 3-2          |
| VIII Detalles  | 2013 | San Hipólito de Voltregá   | CP Gijón              | CP Alcorcón           | 3-2          |
| IX Detalles    | 2014 | Lloret de Mar              | CP Voltregá           | CP Manlleu            | 3-1          |
| X Detalles     | 2015 | Lloret de Mar              | CP Manlleu            | CP Voltregá           | 3-2          |
| XI Detalles    | 2016 | Lloret de Mar              | CP Gijón              | HC Palau de Plegamans | 2-2 (5-4 p.) |
| XII Detalles   | 2017 | Lloret de Mar              | CP Voltregá           | CP Gijón              | 3-2 (prorr.) |
| XIII Detalles  | 2018 | Villanueva y Geltrú        | CP Vilanova           | CP Gijón              | 2-1          |
| XIV Detalles   | 2019 | Reus                       | CP Gijón              | CH Cerdanyola         | 7-3          |
| XV Detalles    | 2020 | No se disputa por COVID-19 |                       |                       |              |
| XV Detalles    | 2021 | La Coruña                  | CP Manlleu            | HC Palau de Plegamans | 5-2          |
| XVI Detalles   | 2022 | Lérida                     | CP Manlleu            | HC Palau de Plegamans | 3-3 (6-4 p.) |
| XVII Detalles  | 2023 | Calafell                   | CP Gijón              | HC Palau de Plegamans | 3-1          |
| XVIII Detalles | 2024 | Villafranca del Panadés    | HC Palau de Plegamans | CP Gijón              | 1-1 (3-2 p.) |
| XIX Detalles   | 2025 | Sardañola del Vallés       | C.P. Vila-sana        | CH Cerdanyola         | 5-0          |

## Palmarés
| Equipo                | Campeonatos ganados                    |
| --------------------- | -------------------------------------- |
| CP Voltregá           | 6 (2006, 2007, 2008, 2011, 2014, 2017) |
| CP Gijón              | 5 (2012, 2013, 2016, 2019, 2023)       |
| CP Manlleu            | 3 (2015, 2021, 2022)                   |
| CP Vilanova           | 2 (2009, 2018)                         |
| CH Cerdanyola         | 1 (2010)                               |
| HC Palau de Plegamans | 1 (2024)                               |
| C.P. Vila-sana        | 1 (2025)                               |
| Total                 | 19                                     |